# Ilhan Omar
Ilhan Omar (Mogadiscio, Somàlia, 4 d'octubre de 1982) és una política somali-estatunidenca de Minnesota. És diputada del Congrés dels Estats Units. Va ser elegida el novembre de 2016 convertint-se en la primera persona d'origen somali i la primera dona de confessió musulmana que obtindria un escó en la Cambra de Representants dels Estats Units. Va obtenir l'escó per Minnesota, l'estat on es concentra la major comunitat somali, pel Partit Demòcrata Laborista Agrícola de Minnesota aliat local del Partit Demòcrata. Anteriorment va ser directora de Política i Iniciatives de Women Organizing Women Network (Dones que Organitzen Xarxes de Dones). És la vicepresidenta del 'caucus' feminista del seu partit.

## Biografia
Omar va néixer l'any 1982 a Somàlia. Va ser la més jove de set germans i va créixer en una família de classe mitjana. El pare d'Ilhan, Nur Omar Mohamed, és somali, i va treballar com a entrenador de professors. La seva mare era del Iemen, i va morir quan ella era una nena. Va créixer amb el seu pare i el seu avi. L'avi, Abukar, era el director de Transport Marí Nacional de Somàlia; els seus oncles i tietes també van treballar com a funcionaris i educadors. Després de l'inici de la guerra civil l'any 1991, ella i la seva família van deixar el país i amb vuit anys es va trobar vivint en un camp de refugiats de Kenya, on va passar quatre anys.
En 1995, Omar i els seus familiar van emigrar als Estats Units. Es van instal·lar prèviament a Arlington, Virgínia i posteriorment es van traslladar a Minneapolis, on Ilhan va aprendre anglès en tan sols tres mesos. "Per primera vegada em vaig adonar que era negra i musulmana i que el meu color de pell i la meva hijab em distingien de la resta de la població" va reconèixer més tard.
El seu pare i avi li van inculcar la importància de la democràcia. També va començar a acompanyar el seu avi a les reunions del caucus quan ella tenia catorze anys i li feia de traductor.
Omar va estudiar a l'Institut Edison, i va ser voluntària com a organitzadora estudiantil. És llicenciada en Administració d'Empreses, Ciències Polítiques i Estudis Internacionals. Va completar una beca de política a l'Escola d'Assumptes Públics Humphrey de la Universitat de Minnesota. També ha col·laborat amb diverses organitzacions sense ànim de lucre, entre elles el Centre de Drets Legals, o la Confederació de la Comunitat Somali de Minnesota.
Per als seus estudis superiors es va matricular a la Universitat Estatal de Dakota del Nord, on va participar en l'Associació Estudiantil musulmana. Es va graduar en ciència política i estudis internacionals.

### Trajectòria política
Va compaginar els seus estudis amb la militància política al Partit Demòcrata. Va començar enganxant cartells durant les campanyes i, pas a pas, va guanyar protagonisme polític amb un perfil social i gran implicació en la comunitat somali assentada principalment al barri on viu, Cedar-Riverside de Minneapolis, conegut com "el petit Mogadiscio". És a més molt activa en el món associatiu i des de setembre de 2015 dirigeix les iniciatives estratègiques en l'ONG Women Organizing Women Network que té entre els seus objectius recolzar les dones d'Àfrica de l'Est per al lideratge polític i cívic.
Va començar la seva carrera professional com a Educadora de Nutrició Comunitària a la Universitat de Minnesota (2006 - 2009). L'any 2012 va ser directora de campanya per a la candidata al senat per Minnesota Kari Dzeidzik. Entre 2012 i 2013 va ser Coordinadora d'una Nutrició Infantil en el Departament d'Educació de Minnesota. Més tard va treballar com a directora de campanya per a Andrew Johnson, en la seva candidatura a Minneapolis' Ward 12 l'any 2013. Després de l'elecció de Johnson a l'Ajuntament de Minneapolis, Omar va treballar com a assessora política sènior en la seva oficina de 2013 a 2015.
L'experiència com a voluntària d'Omar i les seves àrees d'interès inclouen la política, l'educació, els drets civils i l'acció social, la pobresa, els drets humans, els assumptes mediambientals, el benestar animal, i l'apoderament econòmic. Dona suport que es pagui $15 per hora com salari mínim. Quant a l'educació, defensa la matrícula gratuïta per a estudiants amb ingressos familiars inferiors a $125,000 així com major accessibilitat als programes de perdó de préstecs per a estudiants.
Sobre quin és el seu repte en la política ha explicat: "Els supervivents són audaços. Les dones, en particular, tenen una força única per mirar l'adversitat de cara, i per continuar endavant. Crec que amb la combinació de ser també musulmana i immigrant, una refugiada que ha superat tantes coses no hi ha gaire que m'espanti. Em sento poderosa, audaç i valenta." També parla sovint sobre les seves filles com a factor motivador de la seva lluita: "Com puc donar-me per vençuda i donar l'exemple de rendir-se si la vida es posa massa dura? ... Vull que les meves filles sàpiguen que res no pot interposar-se en el seu camí, sinó elles mateixes".

### Candidata a la Cambra de Representants
L'any 2016 es va presentar com a candidata per a la Cambra de Representants de Minnesota pel Partit Demòcrata. El seu adversari a les eleccions va ser Abdimalik Askar del Partit Republicà també un activista en la comunitat americana somali. A la fi d'agost Askar va anunciar la seva retirada de la campanya a causa de la mort del seu pare i els seus estudis de llicenciatura.
El 9 d'agost de 2016 havia derrotat en les primàries del seu partit a la veterana Phyllis Kahn que ocupava el lloc des de 1973 i a Mohamud Noor. En les eleccions de novembre de 2016 es va convertir en la primera persona d'origen somali a aconseguir un escó al Congrés dels Estats Units. La seva victòria es va produir poc després que Donald Trump en campanya presidencial es referís als immigrants somalis com "un desastre" durant un desplaçament a Minnesota: "aquí coneixeu de primera mà els problemes causats pels refugiats, amb una llarga llista de somalis que entren en l'estat sense el vostre coneixement, el vostre suport o aprovació. Alguns s'uneixen a l'Estat Islàmic i estenen les seves idees extremistes per tot el país i per tot el món" va dir Trump.
Durant la campanya electoral de 2016, Omar va posar l'accent en les famílies desfavorides i la protecció del medi ambient. Va criticar "la islamofòbia i l'explotació de la por" del candidat republicà al qual va acusar d'alimentar "els crims motivats per l'odi a l'altre".
Actualment (en data de 2016) és la vicepresidenta del Caucus Feminista del partit demòcrata.

### Agressió i controvèrsies
En 2014 va patir una agressió d'un grup d'homes a la sortida d'un acte polític. Després de guanyar les primàries, algunes webs conservadores la van acusar d'haver contret un fals matrimoni amb un home que seria el seu germà. Ella ho nega rotundament. Pel que sembla aquesta unió es troba en fase de divorci.

## Premis
En 2014 va obtenir una Rising Star en el Hall of Fame del seu partit.
També va rebre el premi de lideratge comunitari 2015 en els premis africans per Mshale, una emissora de migrants africans amb seu a Minneapolis. El premi s'atorga anualment sobre la base del nombre de lectors.

## Vida personal
Omar es reivindica com a musulmana.
L'any 2002, a dinou anys va iniciar una relació amb Ahmed Hirsi (nascut Ahmed Aden) de qui es va separar l'any 2008. La parella té tres fills junts, entre els quals es troba la seva filla Isra Hirsi. L'any 2009, Ilhan es va casar amb Ahmed Nur Said Elmi. Va tenir un divorci basat en la fe l'any 2011 i ho va tramitar legalment el 2016. L'any 2011, Ilhan es va reconciliar amb Hirsi i es van casar en cerimònia religiosa. Ella, Hirsi (a qui refereix a com el seu marit), i els seus tres fills viuen en el Cedar-Riverside, a Minneapolis.